# Aquarius (műhold)
Az Aquarius (SAC-D) amerikai-argentin műhold, ami a világtengerek sótartalmát méri.
A világtengerek sótartalmának mérése segít a globális vízkörzés jobb megértésében, ami kölcsönhatásban áll a Föld éghajlatával, így ennek jobb megismerése segít pontosabban előrejelezni az éghajlat hosszú távú változását, valamint a rövidebb távú jelenségeket, például az El Niñót is. Adatainak segítségével tanulmányozzák a trópusi óceánok feletti csapadék mennyiségének hatását a monszunok kialakulására, a sarki jégtakaró hatását az óceán sótartalmára, a sótartalom évszakos változását, a térbeli eloszlás-változások okait (például az Atlanti-óceán sósabb a többinél), a sótartalom hatását a felszíni és a felszín alatti tengeráramlatokra.
A műhold felbocsátása előtt a sótartalmat mintavételezéssel mérték, de csak kevés és egyenetlen mintát véve. Az Aquarius hároméves programja alatt 150 kilométeres felbontásban, 0,2 psu (practical salinity unit: „gyakorlati sótartalom egysége”) pontossággal méri a sótartalmat, a világóceán bármely pontja felett legalább havonta elhaladva, összesen annyi mérést végezve, mint amennyit az utóbbi 125 évben összesen.
A műhold az óceánok sótartalmát három 1,413 GHz-en működő mikrohullámú sugárzásmérővel, a tengerfelszín egyenetlenségét 1,26 GHz-es szkatterométerrel méri.
Az argentin CONAE a SAC-D műholdplatform integrációjával jelentős késésbe esett, ezért a felbocsátásra a tervezett 2010-es dátum helyett 2011-re tolódott.

## Külső hivatkozások
- Hivatalos honlapja, NASA
- Comision Nacional de Actividades Espaciales